# Остров (Тулча)
Остров (рум. Ostrov) — село у повіті Тулча в Румунії. Входить до складу комуни Остров.
Село розташоване на відстані 170 км на схід від Бухареста, 59 км на південний захід від Тулчі, 91 км на північний захід від Констанци, 56 км на південь від Галаца.

## Населення
За даними перепису населення 2002 року у селі проживали 2233 особи, з них 2228 осіб (99,8%) румунів. Рідною мовою 2230 осіб (99,9%) назвали румунську.